# Arboras
 Arboras  es una población y comuna francesa, situada en la región de Occitania, departamento de Hérault, en el distrito de Lodève y cantón de Gignac.

## Demografía

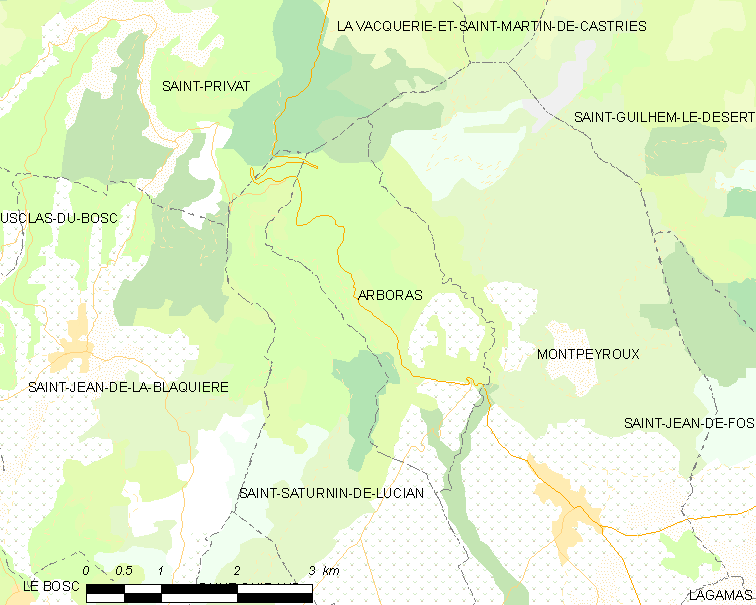
Mapa

| 73 | 69 | 82 | 62 | 69 | 74 | 115 |
| Para los censos de 1962 a 1999 la población legal corresponde a la población sin duplicidades (Fuente: INSEE [Consultar]) |    |    |    |    |    |     |